# Lijst van oorlogsmonumenten in Reimerswaal
De Nederlandse gemeente Reimerswaal heeft 10 oorlogsmonumenten. Hieronder een overzicht.
| Nr.  | Object                        | Herdachte groep | Ontwerper                                                           | Onthulling      | Type               | Locatie                               | Plaats       | Coördinaten                  | Foto              |
| ---- | ----------------------------- | --- | ------------------------------------------------------------------- | --------------- | ------------------ | ------------------------------------- | ------------ | ---------------------------- | ----------------- |
| 423  | Oorlogsmonument               | allen | Elisabeth Dronkers-Resch (1914-1992)                                |                 | beeld/sculptuur    |                                       | Rilland-Bath | 51° 24' 6" NB, 4° 12' 32" OL | Oorlogsmonument   |
| 1097 | Oorlogsmonument               | militairen in dienst van het Ned. Kon. na 1945, militairen in dienst van het Ned. Kon. 1940-1945, verzet Nederland | Adriaan Francois Waverijn (ontwerp), Daan van de Vrede (metselwerk) | 15 maart 1941   | zuil               | Molenlaan 10a, 4401 CC                | Yerseke      | 51° 29' 43" NB, 4° 2' 44" OL | Meer afbeeldingen |
| 1098 | Oorlogsmonument               | burgerslachtoffers                                                                                                 | Eric Melse                                                          |                 | begraafplaats/graf | Dorpsstraat 97, 4413 CD               | Krabbendijke | 51° 25' 54" NB, 4° 6' 25" OL |                   |
| 1100 | Monument voor Britse Vliegers | geallieerde militairen                                                                                             | J. Godeau                                                           |                 | zuil               | Noorddijk, 4413 NC                    | Krabbendijke | 51° 26' 11" NB, 4° 6' 51" OL | Meer afbeeldingen |
| 1102 | Oorlogsmonument               | geallieerde militairen, burgerslachtoffers                                                                         | Gruijsen, Goud                                                      | 31 maart 1984   | overig             | Raadhuisstraat 7, 4414 AH             | Waarde       | 51° 25' 8" NB, 4° 4' 4" OL   |                   |
| 2602 | Indië-monument                | militairen in dienst van het Ned. Kon. na 1945, militairen in dienst van het Ned. Kon. 1940-1945                   |                                                                     | 28 oktober 2000 | gedenksteen        |                                       | Hansweert    | 51° 26' 54" NB, 4° 0' 11" OL |                   |
| 2722 | Nederlands oorlogsgraf        | |                                                                     |                 | gedenksteen        | Kerklaan, 4417BD                      | Hansweert    | 51° 26' 57" NB, 4° 0' 24" OL |                   |
| 2828 | Nederlands oorlogsgraf (1)    | |                                                                     |                 | overig             | Hoofdstraat                           | Kruiningen   | 51° 27' 1" NB, 4° 1' 56" OL  |                   |
| 2829 | Nederlands oorlogsgraf (2)    | |                                                                     |                 | overig             | Hoofdstraat                           | Kruiningen   | 51° 27' 1" NB, 4° 1' 56" OL  |                   |
| 2830 | Nederlands oorlogsgraf (3)    | |                                                                     |                 | overig             | Hoofdstraat                           | Kruiningen   | 51° 27' 1" NB, 4° 1' 56" OL  |                   |
|      | Oorlogsmonument               | burgerslachtoffers                                                                                                 |                                                                     | 1995            | gedenksteen        | Burgemeester Elenbaasstraat 4, 4416AP | Kruiningen   | 51° 26' 57" NB, 4° 2' 5" OL  | Oorlogsmonument   |

Borsele ·
Goes ·
Hulst ·
Kapelle ·
Middelburg ·
Noord-Beveland ·
Reimerswaal ·
Schouwen-Duiveland ·
Sluis ·
Terneuzen ·
Tholen ·
Veere ·
Vlissingen